# Владімір Дішленкович
Владі́мір Дішленко́вич (серб. Владимир Дишљенковић / Vladimir Dišljenković; нар. 2 липня 1981, Белград, СФРЮ) — сербський та український футболіст, воротар в минулому харківського «Металіста» та національної збірної Сербії. 2 березня 2010 року набув українське громадянство.

## Клубна кар'єра
Вихованець футбольної школи клубу «Црвена Звезда» з рідного Белграда. Професійні виступи розпочав в сезоні 2000—2001 на правах оренди в іншому белградському клубі — «Хайдуку», який виступав у другій за ієрархією футбольній лізі країни. 2001 року повернувся до «Црвени Звезди», у складі якої протягом 3,5 сезонів відіграв у 55 матчах.
На початку 2005 року пристав на пропозицію знайомого ще по «Црвені Звезді» сербського тренера Славолюба Мусліна, який на той час очолював донецький «Металург», переїхати до Донецька. У матчах вищої ліги чемпіонату України дебютував 1 березня 2005 у грі проти київського «Арсенала» (перемога 1:0). Протягом перших сезонів в Україні виходив на поле нерегулярно, навіть не завжди потрапляючи до заявки на гру. Основним голкіпером «Металурга» став лише на початку сезону 2007—2008.
2 березня 2009 року прийняв українське громадянство, пояснивши це бажанням грати в основі «Металурга», що було складно через ліміт на легіонерів.
У серпні 2009 року перейшов до харківського «Металіста»

## Виступи за збірні
Дебютував у складі збірної Сербії і Чорногорії 31 березня 2004 року у товариській грі проти збірної Норвегії (поразка 0:1). Згодом протягом певного часу викликів до збірної не отримував, оскільки змінив клуб та не мав у ньому постійної ігрової практики.
Поновив виступи за національну збірну, на той час вже збірну Сербії, у 2008 році, відігравши відтоді ще 6 ігор на національному рівні (станом на кінець 2009 року).
Змінивши громадянство на українське на початку 2010 року, воротар відмовився від сербського, що унеможливило його виступи за збірну Сербії, у складі якої він мав шанси взяти участь у чемпіонаті світу 2010. Згодом в інтерв'ю воротар визнав, що навіть із сербським паспортом він не отримав би виклик до національної збірної для участі в ЧС 2010 через особистий конфлікт з головним тренером Радомиром Античем.

## Досягнення
- Чемпіон Сербії і Чорногорії: 2003/04
- Володар Кубка Югославії: 2001/02
- Володар Кубка Сербії і Чорногорії: 2003/04

## Статистика виступів в Україні
Статистика станом на 23 жовтня 2011 року.
| Сезон     | Клуб                 | Ліга      | Чемпіонат | Чемпіонат | Кубок | Кубок |
| Сезон     | Клуб                 | Ліга      | Ігри      | Голи      | Ігри  | Голи  |
| --------- | -------------------- | --------- | --------- | --------- | ----- | ----- |
| 2004—2005 | «Металург» (Донецьк) | Вища ліга | 3         | -5        | 0     | 0     |
| 2005—2006 | «Металург» (Донецьк) | Вища ліга | 12        | -14       | 2     | -2    |
| 2006—2007 | «Металург» (Донецьк) | Вища ліга | 3         | -1        | 1     | -1    |
| 2007—2008 | «Металург» (Донецьк) | Вища ліга | 27        | -33       | 5     | -6    |
| 2008—2009 | «Металург» (Донецьк) | Вища ліга | 24        | -23       | 2     | -3    |
| 2009—2010 | «Металург» (Донецьк) | Вища ліга | 20        | -25       | 2     | -2    |
| 2010—2011 | «Металіст» (Харків)  | Вища ліга | 18        | -14       | 0     | -0    |
| 2011—2012 | «Металіст» (Харків)  | Вища ліга | 4         | -4        | 0     | -0    |